# Great Kei River
Der Great Kei River (afrikaans Groot-Keirivier) ist ein Fluss in der südafrikanischen Provinz Ostkap.

## Geografie
Der Fluss entsteht aus dem Zusammenfluss von White Kei River und Black Kei River. Er ist etwa 320 km lang und fließt in südöstliche Richtung. Er hat auf seinem Weg tiefe Mäander in die Landschaft geschnitten. Der Great Kei  mündet bei Kei Mouth etwa 60 km östlich von East London in den Indischen Ozean. Sein Wassereinzugsgebiet ist 20.480 km² groß.
Der Fluss ist Namensgeber für die ehemaligen Homelands Transkei („Jenseits des Kei“) und Ciskei („Diesseits des Kei“). Das Khoi-Wort Kei bedeutet „Sand“.

## Hydrometrie
Die Abflussmenge des Great Kei River wurde am Pegel Area 8 Springs B, bei dem größten Teil des Einzugsgebietes, über die Jahre 1990 bis 2021 in m³/s gemessen.